# Silahdar Yusuf Pascià
Silāḥdar Yūsuf Pascià (in turco ottomano: يوسف باشا, nato come Josip Mašković; Aurana, 1604 – Costantinopoli, 1646) è stato un militare ottomano di etnia croata.
Fu un visir e Capitan Pascià (grande ammiraglio della flotta ottomana), noto per aver conquistato La Canea, città della parte occidentale di Creta in soli 54 giorni nel 1645 durante la guerra di Candia (1645-69). Ha costruito un grande han, ad Aurana nel 1644, esistente ancora oggi.

## Biografia
Era un Cristiano convertito all'Islam, si chiamava Mašković  (noto in croato come Jusuf Mašković), ed era nato intorno al 1604, ad Aurana, una città della Ravni kotari in Dalmazia, all'epoca situata alla frontiera veneto-ottomana. Era di etnia croata. Secondo Francesco Difnico, Yusuf era il servo di Durak Bey, mentre Girolamo Brusoni sostiene che suo padre fosse il servo di Halil Bey, e che Yusuf era lo stalliere di Ibrahim Bey Bećiragić a Nadin. Brusoni afferma che Yusuf alla fine entrò in buoni rapporti con i Bey, che lo rivendicarono addirittura come parente e amico intimo ("Durachbeg, che si dice suo parente" "Il Sapitan bie Bessiraghch, suo amico"). Al servizio dei Bećiragići a Nadin, Josef imparò il turco e la scrittura in caratteri arabi. Sebbene fosse un ragazzo sveglio e intelligente, era in grave povertà; una volta un'anziana signora di Nadin lo vide a piedi nudi e gli regalò degli Opanci (calzature di cuoio). Mentre seguiva il suo padrone in un viaggio, conobbe un guardiano della Porta, e decise di unirsi al servizio ottomano a Costantinopoli, dove seguì il percorso dei ragazzi del devshirme: fu converito musulmano e chiamato Yusuf. Yusuf, con il suo talento  venne presto nominato Silahdar Agha. Gli fu anche dato il Palazzo di Ibrahim Pasha come residenza.
Divenne Capitan Pascià nel 1644. Quando le armate veneziane, residenti nell'isola di Creta minacciarono i galeoni ottomani, si decise ad organizzare una spedizione contro di essi. Nel 1645, dopo un assedio di due mesi, La Canea, la fortezza più importante dell'isola, passò sotto il dominio ottomano. Quando Yusuf Pascià tornò a Costantinopoli nel 1645, sposò Fatma Sultan, la figlia di tre anni del sultano Ibrahim I. Questi suoi successi furono accolti con gelosia dal gran visir Sultanzade Mehmed Pascià, che convinse il sultano İbrahim I a giustiziare Yusuf Pascià nel 1646. È scritto nelle storie ottomane che dopo l'esecuzione il sultano era molto triste per aver ucciso il suo vittorioso pascià nonché suo genero.